# سرمائی
سرمائی یا همسایهٔ سرما (Psychrogeton Boiss) گیاهی است علفی از تیره گل‌ستاره‌ای‌ها.

این گیاه بنیان چوبی و خشبی صخره‌روی دارد و بومی ایران، آسیای میانه و آناتولی است.
۱۰ گونه از آن در ایران می‌روید.